# Ндонг, Эмманюэль
Эмманюэль Регис Ндонг Мба (фр. Emmanuel Regis Ndong Mba; 4 мая 1992, Либревиль, Габон) — габонский футболист, полузащитник клуба «Мунана» и национальной сборной Габона. Участник летних Олимпийских игр 2012 года.

## Биография
Эмманюэль Ндонг родился 4 мая 1992 года в габонском городе Либревиль.

### Клубная карьера
Начал профессиональную карьеру в клубе чемпионата Габона — «Сожеа» (ныне — «Фокон»). Затем выступал за команду «Битам». С 2015 года является игроком клуба «Мунана» (сезон 2016/17 провёл в клубе «Стад Манджи»).

### Карьера в сборной
В ноябре — декабре 2011 года участвовал в чемпионате Африки среди молодёжных команд (до 23-х лет), который проходил в Марокко. Габон стал победителем турнира, обыграв в финале хозяев марокканцев со счётом (2:1) и получил путёвку на Олимпийские игры 2012.
В августе 2012 году главный тренер олимпийской сборной Габона Клод Мбуруно вызвал Эмманюэля на летние Олимпийские игры в Лондоне. В команде он получил 16 номер. В своей группе габонцы заняли третье место, уступив Мексики и Республики Корея, обогнав при этом Швейцарию. Ндонг сыграл всего в одной игре на турнире.
В составе национальной сборной Габона дебютировал 14 ноября 2011 года в товарищеском матче против Португалии (2:2).